# Promigas

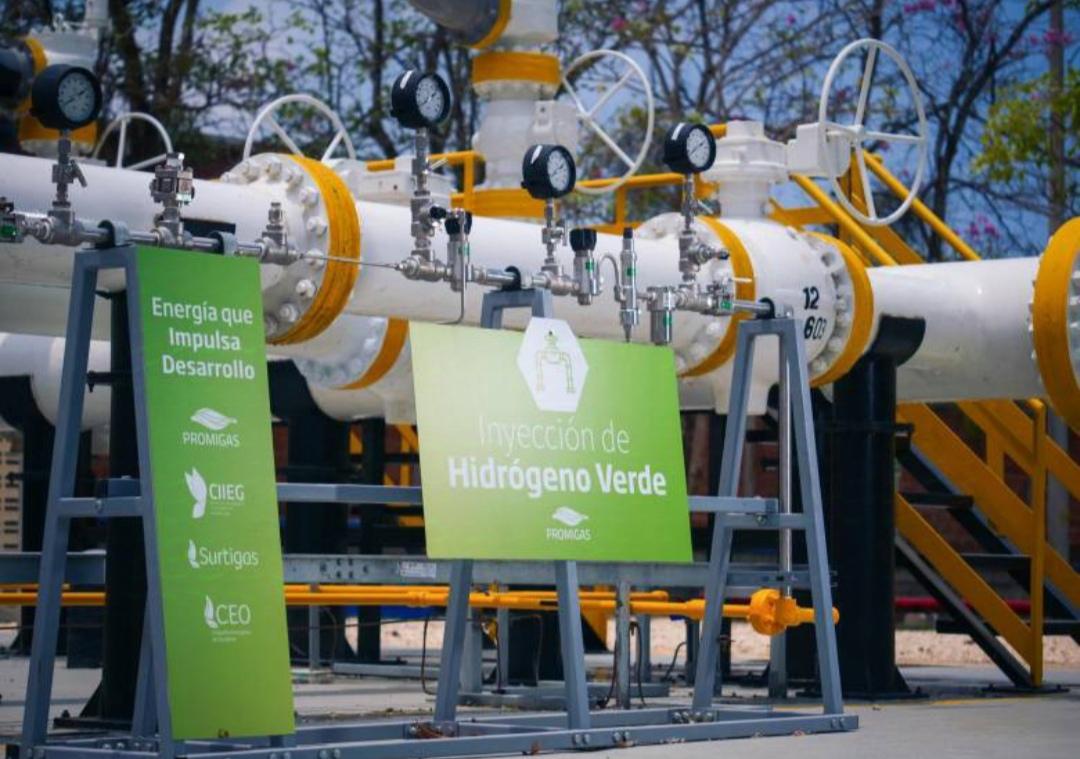
Planta de procesamiento de hidrógeno verde en Cartagena

Promigas S.A. E.S.P. es una empresa comercializadora, distribuidora y exploradora del mercado del gas natural. También participa en el negocio de las energías renovables.
Es una de las principales empresas de transporte del gas en Colombia junto con Cenit. y la Principal en Perú.
La empresa a través de sus filiales atiende a más de cuatro millones de usuarios en Colombia.

## Historia
En 1958 comienza la explotación petrolera en el área de Mompox, que también producía gas. Un grupo de empresarios barranquilleros decidieron construir un gaseoducto para surtir la ciudad de Barranquilla.
En 1974 se descubrieron campos gasíferos en La Guajira, como consecuencia el 27 de diciembre se decide formar la sociedad legal; Promigas.
En 1986 decide incursionar en el mercado del Gas natural vehicular. Siendo pionera en Colombia.
en 2006 entra en el mercado peruano al adquirir el 40% de las acciones de Calidda. y en 2015 se autoriza la operación en el norte del país a través de la filial Quavii.
En 2016 entra en operación la terminal de regasificación en Cartagena. Un proyecto operado por Promigas.

## Área de operación
En Colombia opera en los departamentos de Antioquia, Atlántico, Bolívar, Caldas, Cauca, Cesar, Córdoba, La Guajira, Magdalena, Quindío, Risaralda, Sucre y Valle del Cauca.
En Perú opera en los departamentos de Áncash, Cajamarca, La Libertad, Lambayeque, Lima y Piura.

## Mercado eléctrico
En 2010, Entra en el sector eléctrico a través de su filial Compañía Energética de Occidente que fue escogida para operar los activos de CEDELCA por un periodo de 25 años para ofrecer el servicio de Energía eléctrica en el departamento de Cauca.

## Mercado de hidrógeno
En 2022 con miras a empezar la Transición energética en Colombia, Promigas empezó los pilotos de producción de Hidrógeno verde en su planta de Cartagena. En 2024 produjo 1,5 toneladas de hidrógeno.